# أنيس مصطفى القاسم
أنيس مصطفى القاسم (1925–2021)، هو سياسي فلسطيني، يُعد من مؤسسي منظمة التحرير الفلسطينية. شغل منصب رئيس لجنة الميثاق والأنظمة ورئيس اللجنة القانونية في المجلس الوطني الفلسطيني، وترأس لجنة صياغة الميثاق الوطني الفلسطيني في المؤتمر التأسيسي لمنظمة التحرير الفلسطينية عام 1964. كما كان رئيسًا لرابطة الجالية الفلسطينية في بريطانيا. 

## حياته
ولد أنيس القاسم أبو أسامة في كفل حارس قضاء مدينة نابلس، تلقى تعليمه في مدرسة البكرية، والرشيدية والكلية العربية في مدينة القدس. درس الحقوق في جامعة لندن وحصل فيها على درجتي البكالوريوس عام 1948، والماجستير عام 1950. كما حصل على درجة الدكتوراه بعد دراسة قانون الوقود والغاز الطبيعي في الولايات المتحدة.[متى؟] حصل أيضًا على درجة الدكتوراه في القانون من جامعة لندن عام 1969. عمل مستشارًا لوزارة العدل الليبية بين عامي 1952 و1960. شارك في الوفد الفلسطيني المفاوض في مدريد عام 1991، كما كان عضوًا في مجلس أمناء جامعة بيرزيت.[بحاجة لمصدر]

## وفاته
تُوفي أنيس مصطفى القاسم في إسبانيا في 7 يناير 2021 عن عمر ناهز 95 عامًا، ونعاه رئيس المجلس الوطني الفلسطيني سليم الزعنون.